# Fodbold er Gud
Fodbold er Gud er en dansk dokumentarfilm fra 2010, der er instrueret af Ole Bendtzen.

## Handling
Filmen udforsker relationen mellem tro og fodbold og følger tre fans af den legendariske fodboldklub Club Atlético Boca Juniors. Hernán er en intellektuel, der er beruset af grænseløs kærlighed til "Boca" som klubben kaldes i Buenos Aires, Argentina. Han er splittet mellem fornuft og følelser. En kamp, der truer med at ødelægge ham. Pablo er fra arbejderklassen. Han opfatter den tidligere Boca stjerne, Diego Maradona, som en gud. Pablo har et brændende ønske om at møde sin gud. La Tia er en excentrisk ældre kvinde, der betragter Boca-spillerne som sine sønner. Hun jagter sin yndlingsspiller, Martín Palermo, for at forære ham et par boksershorts i fødselsdagsgave.